# 이창수 (법조인)
이창수(李昌洙, 1971년 ~ )은 대한민국의 검사 출신 법조인이다.

## 학력
- 대원고등학교 졸업
- 성균관대학교 법과대학 법학과 학사
- 스탠퍼드 대학교 로스쿨 법학과 LL.M

## 경력
- 1998 제40회 사법시험 합격
- 2001 제30기 사법연수원 수료
- 2001 서울지방검찰청 검사
- 2003 춘천지방검찰청 강릉지청 검사
- 2005 부산지방검찰청 검사
- 2008 UNODC 조약국 근무
- 2009 대검찰청 검찰연구관
- 2011.02 서울서부지방검찰청 검사
- 2011.11 국회 파견
- 2013.02 서울서부지방검찰청 검사
- 2013.03 청와대 민정비서관실 행정관
- 2015.01 법무부 검찰과 검사
- 2016.01 법무부 국제형사과장
- 2017.08 대구지방검찰청 환경·보건범죄전담부(형사제4부) 부장검사
- 2018.07 인천지방검찰청 금융·조세범죄전담부(형사제5부) 부장검사
- 2019.08 ~ 2020.02 서울동부지방검찰청 공정거래ㆍ경제 범죄 전담부(형사제4부) 부장검사
- 2020.02 ~ 2020.09 서울중앙지방검찰청 식품 의료범죄 전담부(형사제2부) 부장검사
- 2020.09 ~ 2021.07 제23대 대검찰청 대변인
- 2021.07 ~ 2022.07 대구지방검찰청 제2차장검사
- 2022.07 ~ 2023.09 제40대 수원지방검찰청 성남지청장
- 2023.09 ~ 2024.05 제71대 전주지방검찰청 검사장
- 2024.05 ~ 2025.06 제64대 서울중앙지방검찰청 검사장